# 周魯
周魯（1455年—？），字醇夫，江西吉安府吉水縣人，民籍，明朝政治人物。

## 生平
江西鄉試第九十五名舉人。弘治六年（1493年）中式癸丑科會試第三十二名，二甲第八十八名進士。

## 家族
曾祖周仲良；祖父周勝；父周志澄，壽昌縣學訓導。母鄒氏。慈侍下。兄濬、流。弟漢。